# Tumult Tour
Die Tumult Tour war eine Konzerttournee des deutschen Sängers Herbert Grönemeyer, die am 28. Februar 2019 in der Gemeinde Timmendorfer Strand begann und am 13. September 2019 in Schladming beendet wurde. Die Tournee führte Grönemeyer durch Deutschland, in die Niederlande, Österreich und in die Schweiz.

## Konzerttermine
| Nr.             | Datum              | Land            | Stadt               | Veranstaltungsort           | Besucher  | Beleg     |
| Leg 1           | Leg 1              | Leg 1           | Leg 1               | Leg 1                       | Leg 1     | Leg 1     |
| --------------- | ------------------ | --------------- | ------------------- | --------------------------- | --------- | --------- |
| 1               | 28. Februar 2019   | Deutschland     | Timmendorfer Strand | Maritim Seehotel            | —         | —         |
| 2               | 1. März 2019       | Deutschland     | Timmendorfer Strand | Maritim Seehotel            | —         | —         |
| 3               | 5. März 2019       | Deutschland     | Kiel                | Sparkassen-Arena            | 9.000     | [ 6 ]     |
| 4               | 7. März 2019       | Deutschland     | Berlin              | Mercedes-Benz-Arena         | 13.000    | [ 7 ]     |
| 5               | 8. März 2019       | Deutschland     | Bremen              | ÖVB-Arena                   | 10.000    | [ 8 ]     |
| 6               | 10. März 2019      | Deutschland     | Halle               | Gerry-Weber-Stadion         | 8.200     | [ 9 ]     |
| 7               | 11. März 2019      | Deutschland     | Leipzig             | Arena Leipzig               | 12.000    | [ 10 ]    |
| 8               | 13. März 2019      | Deutschland     | Köln                | Lanxess Arena               | 16.000    | [ 11 ]    |
| 9               | 14. März 2019      | Deutschland     | Köln                | Lanxess Arena               | 16.000    | [ 12 ]    |
| 10              | 16. März 2019      | Deutschland     | Stuttgart           | Hanns-Martin-Schleyer-Halle | 12.500    | [ 13 ]    |
| 11              | 17. März 2019      | Schweiz         | Zürich              | Hallenstadion               | 13.437    | [ 3 ]     |
| 12              | 19. März 2019      | Deutschland     | München             | Olympiahalle München        | 12.000    | [ 14 ]    |
| 13              | 20. März 2019      | Deutschland     | München             | Olympiahalle München        | 12.000    | [ 15 ]    |
| 14              | 22. März 2019      | Osterreich      | Wien                | Wiener Stadthalle           | 14.000    | [ 16 ]    |
| 15              | 24. März 2019      | Deutschland     | Hamburg             | Barclaycard Arena           | 12.000    | [ 17 ]    |
| 16              | 25. März 2019      | Deutschland     | Hamburg             | Barclaycard Arena           | 12.500    | [ 18 ]    |
| 17              | 27. März 2019      | Deutschland     | Dortmund            | Westfalenhalle              | 10.000    | [ 19 ]    |
| 18              | 28. März 2019      | Deutschland     | Mannheim            | SAP Arena                   | 11.000    | [ 20 ]    |
| 19              | 30. März 2019      | Osterreich      | Graz                | Stadthalle Graz             | 5.500     | [ 21 ]    |
| 20              | 1. April 2019      | Niederlande     | Amsterdam           | AFAS Live                   | —         | —         |
| Leg 2           |                    |                 |                     |                             |           |           |
| 21              | 23. August 2019    | Schweiz         | Arbon               | Summer Days Festival        | —         | —         |
| 22              | 24. August 2019    | Schweiz         | Spiez               | Seaside Festival            | —         | —         |
| 23              | 30. August 2019    | Deutschland     | Erfurt              | Steigerwaldstadion          | 25.000    | [ 22 ]    |
| 24              | 1. September 2019  | Deutschland     | Flensburg           | Exe                         | 15.000    | [ 23 ]    |
| 25              | 3. September 2019  | Deutschland     | Berlin              | Waldbühne Berlin            | 22.000    | [ 24 ]    |
| 26              | 4. September 2019  | Deutschland     | Berlin              | Waldbühne Berlin            | 22.000    | [ 25 ]    |
| 27              | 6. September 2019  | Deutschland     | Hannover            | HDI-Arena                   | 43.000    | [ 26 ]    |
| 28              | 7. September 2019  | Deutschland     | Gelsenkirchen       | Veltins-Arena               | 50.000    | [ 27 ]    |
| 29              | 9. September 2019  | Deutschland     | Frankfurt am Main   | Commerzbank-Arena           | 40.000    | [ 28 ]    |
| 30              | 10. September 2019 | Deutschland     | Dresden             | Rudolf-Harbig-Stadion       | 24.000    | [ 29 ]    |
| 31              | 12. September 2019 | Osterreich      | Wien                | Wiener Stadthalle           | 14.000    | [ 30 ]    |
| 32              | 13. September 2019 | Osterreich      | Schladming          | Planai-Stadion              | 8.500     | [ 31 ]    |
| Zusammenfassung | Zusammenfassung    | Zusammenfassung | Zusammenfassung     | Zusammenfassung             | + 470.000 | + 470.000 |